# Parijse Operaballet
Het Parijse Opera Ballet (Frans: Ballet de l'Opéra national de Paris) is een integraal onderdeel van de Opéra national de Paris en het oudste nationale balletgezelschap. Samen met het Moskouse Bolsjojballet en het Londense Royal Ballet wordt het gezien als een van de drie meest vooraanstaande balletgezelschappen ter wereld. In de 17e en 18e eeuw vormde de Koninklijke Academie voor Dans, een voorloper van het Ballet, de bakermat voor academische dans.
Sinds augustus 2016 staat het gezelschap onder leiding van Aurélie Dupont, de "Directrice de la Danse" (directeur van dans). Het gezelschap bestaat uit 154 dansers, waaronder 17 danseurs étoiles (sterdansers). De belangrijkste dansers geven 180 voorstellingen per jaar, voornamelijk in het Palais Garnier.
Net zo prestigieus als het Ballet is de gelieerde dansschool, de École de danse de l'Opéra national de Paris, die als de beste dansschool van de wereld wordt beschouwd. De school bestaat sinds 1713 en haar leerlingen hebben 20 Benois de la Danseprijzen gewonnen. Toelating tot en afstuderen bij deze dansschool is vrijwel een vereiste om tot het Parijse Opera Ballet te kunnen toetreden. Door het hoge niveau van de school en het grote aantal afgestudeerden die voornamelijk Frans zijn, is het aantal buitenlanders in het Parijse Opera Ballet klein.

## Geschiedenis

### Naamgeving
Het Parijse Opera Ballet is altijd een integraal onderdeel geweest van de Parijse Opera, die in 1669 werd opgericht als de Académie d'Opéra (Academie van Opera), hoewel theatrale dans geen belangrijk onderdeel van de Parijse Opera vormde tot 1673, toen het werd hernoemd tot de Académie royale de musique (Koninklijke Academie van Muziek) en onder leiding van Jean-Baptiste Lully kwam te staan. De Parijse Opera heeft in haar lange geschiedenis veel officiële namen gevoerd, maar sinds 1994 heet het de Opéra national de Paris (Parijse Nationale Opera).

### Achtergrond
Het Parijse Opera Ballet heeft haar wortels in de vroegere instellingen, tradities en praktijken rond dans aan het hof van Lodewijk XIV van Frankrijk. Van bijzonder belang waren de series comédies-ballets series van Molière en, onder anderen, de choreografen en componisten Pierre Beauchamps en Jean-Baptiste Lully. De eerste was Les Fâcheux in 1661 en de belangrijkste was Le Bourgeois gentilhomme in 1670. Veel hiervan werden ook uitgevoerd door het gezelschap van Molière in het publieke Théâtre du Palais-Royal in Parijs, wat later het eerste permanente onderkomen zou worden van het operagezelschap en het operaballet.
Lodewijk XIV richtte ook in 1661 de Académie royale de danse (Koninklijke Academie van Dans) op, in een poging om de kwaliteit van dansonderwijs voor vermaak aan het hof te verbeteren. Leden van de academie en de dansdocenten die aan de academie werden gecertificeerd met hun studenten namen deel aan de creatie van balletvoorstellingen voor het hof, Molière en later de opera. In 1680 werd Beauchamps de kanselier (directeur) van de Académie Royale de Danse. Hoewel de Academies van Dans en Opera nauw verbonden waren, bleven de twee instellingen gescheiden, en de Academie van Dans verdween met de afschaffing van de monarchie in 1789.

### Oprichting en vroege geschiedenis
Op 28 juni 1669 gunde Lodewijk XIV een monopolie aan de dichter Pierre Perrin voor een toegewijde academie voor de uitvoering van opera in het Frans. De eerste productie van het gezelschap Académie d'Opéra (Academie van Opera - ook wel Academie Royale d'Opéra) dat door Perrin werd opgericht, was Pomone op 3 maart 1671 in het Jeu de Paume de la Bouteille. De productie bevatte ballets van choreograaf Anthoine des Brosses.
In 1673 kocht Lully het privilege van Perrin, en verwierf ook verdere rechten waarmee het gebruik van muzikanten en dansers door andere Franse gezelschappen werd beperkt. Lully hernoemde het gezelschap tot Académie royale de musique en produceerde zijn eerste opera, Les fêtes de l'Amour et de Bacchus (een pastorale) in november 1672 bij Jeu de Paume de Béquet. Dit werk bestond voornamelijk uit hergebruikte onderdelen uit eerdere hofvoorstellingen en nieuwe entrées van des Brosses. Een groot verschil met eerdere balletvoorstellingen was echter dat de leden van het hof niet meer deelnamen, en alle dansers professionals waren.
De volgende productie van Lully, Cadmus et Hermione (27 april 1673), de eerste tragédie lyrique (met een libretto van Philippe Quinault), ging ook bij Jeu de Paume de Béquet in première, en de choreografie werd verzorgd door Anthoine des Brosses. In 1673 kwam Pierre Beauchamps, die eerst nog met Molière in het Palais-Royal werkte, bij het gezelschap van Lully toen deze het Palais-Royal overnam en de troupe van Molière zo dwong te verhuizen naar Théâtre Guénégaud. Lully en Quinault zetten hun samenwerking aan een serie succesvolle producties voort, en creëerden hiermee een nieuw genre binnen de Franse opera waarin interludes met dans een belangrijk onderdeel vormden in het muzikale drama. Hierbij waren Beauchamps en des Brosses vooral verantwoordelijk voor de ballets ordinaires, terwijl d'Olivet zich specialiseerde in het ballet-pantomime.

In eerste instantie waren alle dansers van het Parijse Opera Ballet mannelijk. Mademoiselle de la Fontaine (1665–1738) werd de eerste professionele ballerina toen ze in de première van Lully's ballet Le Triomphe de l'Amour danste, op 21 January 1681. Pierre Beauchamps zette zijn samenwerking met Lully bij de Parijse Opera voort tot het overlijden van Lully in 1687.

### Latere geschiedenis
In 1713 werd een gelieerde dansschool opgericht, die nu bekendstaat als de École de Danse de l’Opéra de Paris (Parijse Opera Balletschool). Met de opera's van Rameau, en later Gluck, werden de benodigde capaciteiten van de dansers verhoogd. Jean-Georges Noverre was in deze periode een bijzonder invloedrijke Maître de ballet (balletmeester) tussen 1775 en 1781. Hij creëerde het ballet Let petits riens in 1778 op muziek van Mozart's. Maximilien Gardel was Maître de ballet vanaf 1781, en zijn broer Pierre Gardel nam de taak over na zijn overlijden in 1787. Pierre Gardel overleefde de Franse Revolution en creëerde ballets waaronder La Marseillaise en Offrande à la Liberté. Hij zou Maître de ballet blijven tot 1820, en blijven werken tot 1829.
In 1820 werd Pierre Gardel opgevolgd door Jean-Louis Aumer, die echter sterk werd bekritiseerd omdat hij te veel mime gebruikte en omdat de choreografie te weinig in dienst van plot of karakter stond. In 1821 verhuisde het gezelschap naar een nieuw onderkomen, Salle Le Peletier, waar het romantische ballet tot stand kwam. In 1875 verhuisde het gezelschap naar Palais Garnier, waar het anno 2017 nog steeds optreedt.